# Дабрац
Дабрац је насељено мјесто у општини Мркоњић Град, Република Српска, БиХ. Према попису становништва из 2013. у насељу је живјело 68 становника.

## Географија
Налази се на надморској висини око 425 метара надморске висине, површине 10,60 км2, удаљено око 16 км од општинског центра. Припада мјесној заједници Бјелајце. Разбијеног је типа, а засеоци су: Бојанићи, Бујадница, Град, Дабрац, Пољане и Савановићи. Смјештено је на висоравни Змијање, у подножју планине Мањача и изнад
кањона ријеке Врбас. Ободом атара протиче Црна ријека. На подручју села налазе се извори Савановића врело и Субунар. Налази се непосредно уз пут Јајце-Бања Лука (E661, M-16).
Становништво се углавном бави пољопривредом, највише сточарством. У селу постоје три гробља и Црква Светог великомученика Пантелејмона. Четворогодишња школа радила је са прекидима 1960-1978. у саставу основне школе у Шеховцима. Најближа школа је у селу Бјелајце (2018). Хидроелектрана "Бочац" налази се на подручју села и ради од 1981. године. Дабрац има бензинску пумпу и мотел (2014). У вријеме аустроугарске власти долином ријеке Врбас изграђен је пут који је водио од Мркоњић Града (тадашњи Варцар Вакуф) према Бањој Луци. Пут је 1976. измјештен због изградње ХЕ "Бочац". Село је електрифицирано 1974. године. Мјештани се снабдијевају водом са бунара и из Врбаса.

## Историја
У засеоку Савановићи откривена је праисторијска градина. Изнад ушћа Црне ријеке у Врбас, на локалитету Градина, нађени су остаци бедема, вјероватно средњовјековне осматрачнице која је чувала прелаз преко Врбаса. Саграђен је на тешко приступачној, стјеновитој литици, високо изнад велике окуке, на лијевој обали Врбаса. На том мјесту завршава се кањон Бочачка клисура и шири се питома Бочачка котлина. У Другом свјетском рату погинуло је пет припадника Народноослободилачке војске Југославије и 74 цивила, којима је подигнута спомен-плоча у селу. Дио мјештана је био у јединицама Југословенске војске у отаџбини. У Одбрамбено-отаџбинском рату 1992-1995. погинуло је осам бораца Војске Републике Српске, којима је у селу подигнут споменик. Страдала су и два цивила, док се један цивил води као нестао(2014). Војска Републике Хрватске спалила је село у јесен 1995. године. Тврђава Бочац је 2005. године од стране Комисије за очување националних споменика Босне и Херцеговине проглашена Националним спомеником Босне и Херцеговине.

## Становништво
У дефтеру из 1541. помиње се Дабрац (Дабрица) као мезра, са три домаћинства, а 1604. - са два домаћинства. Дабрац је 1885. имао 26 домаћинстава и 154 становника (православци); 1910. - 194 становника; 1948. -238; 1961. - 246; 1991. - 175 (Срби); 2013. - 28 домаћинстава и 68 становника. Породица Аничић слави Часне вериге; Бојанић - Светог Стефана; Вученовић - Илиндан; Деспотовић, Јаковљевић, Милановић, дио Павловића, Савановић - Јовањдан; Кесић - Ђурђевдан; дио Павловића - Никољдан. Из села је Слободан Аничић, доктор класичне филологије.
| Националност       | 1991. | 1981. | 1971. | 1961. |
| Срби               | 175   | 219   | 228   | 246   |
| Југословени        |       |       | 1     |       |
| Муслимани          |       | 3     |       |       |
| Мађари             |       | 1     |       |       |
| остали и непознато |       |       |       |       |
| Укупно             | 175   | 223   | 229   | 246   |